# Nobody ist der Größte

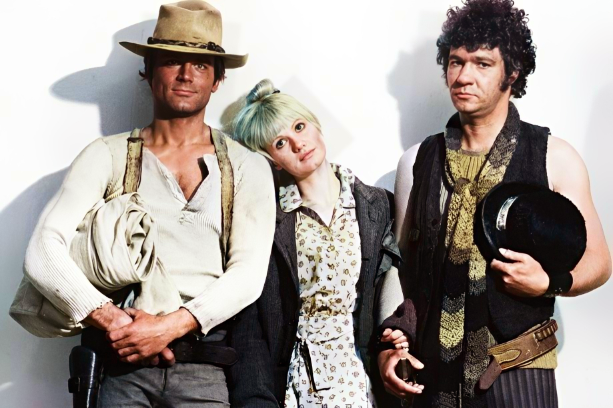
Terence Hill, Miou-Miou und Robert Charlebois während der Dreharbeiten (1975)

Nobody ist der Größte (Originaltitel: Un genio, due compari, un pollo, wörtlich: „Ein Genie, zwei Freunde, ein Huhn“) ist ein Italowestern mit Terence Hill, den Damiano Damiani zusammen mit Sergio Leone 1975 inszenierte. Deutschsprachiger Kinostart war am 16. Dezember 1975.

## Inhalt
Die Helden der Handlung sind der Revolverheld Nobody, sein Kumpan „Lokomotive“ Bill und dessen Freundin Lucy. Major Cabot, der Kommandant des örtlichen Forts, ist als Indianerfeind bekannt. Besonders „Lokomotive“, der aber seine eigene Indianerabstammung vor Nobody abstreitet, würde am liebsten mit einer eigenen Miliz den Indianern Gerechtigkeit verschaffen.
Eine angesetzte Untersuchung durch Colonel Pembroke findet nicht statt, da dieser vorab ermordet wird. Daraufhin schlüpft „Lokomotive“ in die Rolle des toten Colonels, Lucy gibt sich als dessen Tochter Clementine aus. So wollen sie die vom Major unterschlagenen 300.000 $ Entwicklungshilfe, die für die Indianer gedacht waren, aus dem Fort stehlen. Eingeweiht sind zudem Nobody und ein lokaler Outlaw namens Jelly Roll.
Der Plan schlägt scheinbar fehl. Die beiden werden von Jelly Roll verraten und landen in der Arrestzelle.
Als Nobody auftaucht, wird er auch inhaftiert. Der Major entdeckt, dass Nobody vollständig mit Goldstaub überzogen ist und verhört ihn. So erfährt er von einer angeblichen Goldmine auf Indianergebiet. Weil der Indianerhäuptling nur mit dem berühmten Colonel Pembroke verhandeln will, zwingt Cabot „Lokomotive“, als Colonel verkleidet für ihn das Land mit der Mine zu kaufen. Die Indianer erhalten als Tauschobjekt fruchtbares Land.
Nach dem Geschäft wird deutlich, dass die Goldmine nie existierte und die Indianer nun wertvolles Land vom Major geschenkt bekommen haben.
Bei einem vorgetäuschten Überfall gelingt es Lokomotive, mit dem Geld zu entkommen, verfolgt von Lucy und Nobody. Mithilfe von Eisenbahnmitarbeitern täuscht Nobody dem Major vor, dass er und Lokomotive bei einer Bergsprengung umkommen und das Geld verloren ist.
Erst am Ende eröffnet Nobody dem immer noch ahnungslosen „Lokomotive“, dass ihr Plan ihnen nicht nur das Geld, sondern auch den Indianern fruchtbares Land gebracht hat.
Eingeweiht waren nicht nur die Indianerfreunde Nobody und Jelly Roll, sondern auch die Eisenbahnmitarbeiter und der Indianerhäuptling – der sich als „Lokomotives“ Großvater entpuppt.
Zu guter Letzt überlässt Nobody „Lokomotive“ das gesamte Geld, der nun mit Lucy und Indianern in westlichen Kleidern als Miliz „in Amerika aufräumen“ will.

## Synchronisation
Die deutsche Synchronisation entstand nach einem Dialogbuch und der Dialogregie von Rainer Brandt im Auftrag der Deutsche Synchron Filmgesellschaft mbH & Co. Karlheinz Brunnemann Produktions KG, Berlin.
| Darsteller            | Sprecher                 | Sprecher Nachsynchronisation (falls abweichend) | Rolle               |
| --------------------- | ------------------------ | ----------------------------------------------- | ------------------- |
| Terence Hill          | Thomas Danneberg         |                                                 | Nobody / Joe Thanks |
| Miou-Miou             | Evamaria Miner           |                                                 | Lucy                |
| Robert Charlebois     | Michael Chevalier        | Jörg Hengstler                                  | 'Lokomotive' Bill   |
| Patrick McGoohan      | Klaus Miedel             |                                                 | Major Cabot         |
| Klaus Kinski          | Friedrich Georg Beckhaus |                                                 | Doc Foster          |
| Raimund Harmstorf     | Rainer Brandt            |                                                 | Sgt. Milton         |
| Friedrich von Ledebur | Friedrich W. Bauschulte  | Reinhard Kuhnert                                | Don Felipe          |
| Jean Martin           | Arnold Marquis           |                                                 | Col. Pembroke       |
| Mario Brega           | Manfred Grote            |                                                 | Kutscher            |
| Piero Vida            | Gerd Duwner              |                                                 | Jelly Roll          |
| Gérard Boucaron       | Hans Walter Clasen       |                                                 | 'Dorftrottel'       |
| Clara Colosimo        |                          | Luise Lunow                                     | Bordellbesitzerin   |
| Rik Battaglia         | Kurt Mühlhardt           |                                                 | Capitano            |
| Miriam Mahler         | Marianne Lutz            |                                                 | Frau in Hotel       |
| Vittorio Fanfoni      | Edgar Ott                |                                                 | Gefängniswächter    |
| Benito Stefanelli     | Jürgen Thormann          |                                                 | Mortimer            |
| Desmond Thompson      | Knut Reschke             |                                                 | Sheriff             |
| Bruno Di Luia         | Ingo Osterloh            |                                                 | Soldat              |
| Mario Valgoi          | Friedrich Schoenfelder   |                                                 | Thomas              |

## Kritik
„Eine kaum durch Handlung zusammengehaltene Aneinanderreihung meist grotesker Situationen im Comic-Stil; Fortsetzungsfilm zur erfolgreichen Westernkomödie ‚Mein Name ist Nobody‘.“

## Trivia
Als Lucy und Lokomotive ins Fort geführt werden, kommen sie an einer Reihe von Flaggen vorbei, dort sind die Flaggen der DDR und der EU zu sehen.

## Produktion
Anders als es u. a. der deutsche und der dänische Titel suggerieren, handelt es sich bei Nobody ist der Größte um keine direkte Fortsetzung von Mein Name ist Nobody, sondern um eine Art Prequel, in der Leone die Handlung in die Zeit der Indianerkriege verlegt und der Figur des „Nobody“ hier den Namen „Joe Thanks“ gibt. Ähnlich dem ersten Film wird der Name der Figur für eine Reihe von Wortspielen benutzt, was allerdings durch die deutsche Synchronfassung verloren geht. So ist Nobody ist der Größte zwar inhaltlich ein eigenständiger Film, knüpft jedoch in seiner Konzeption an Mein Name ist Nobody an.
Der Film erschien 2005 als in Bild und Ton komplett restaurierte Fassung zusammen mit Mein Name ist Nobody auf DVD. Im Vergleich zur 1975 erschienenen Kinofassung wurde u. a. die Bordell-Szene inklusive aller Folgeszenen wieder eingefügt; jedoch fehlt auf der DVD-Version die Schlusssequenz, in der man einen Adler am Himmel fliegen sieht, die Rückfahrt von den sich verabschiedenden Lokomotive und Lucy sowie eine finale Einstellung Nobodys, der sich vor der Präriekulisse den Hut ins Gesicht zieht und sich auf einem Felsen sitzend gegen einen Baum lehnt. 2013 folgte eine Blu-ray- und DVD-Veröffentlichung in der die Szene wieder enthalten war.
Das Filmlied Glory, Glory, Glory wird von Catherine Howe gesungen.